# اوب‌برخن
یوبرگن (به هلندی: Ubbergen) یک سکونتگاه مسکونی در هلند است که در خلدرلاند واقع شده‌است.

## خصوصیات
یوبرگن ۱۳ متر بالاتر از سطح دریا واقع شده‌است.

## نگارخانه

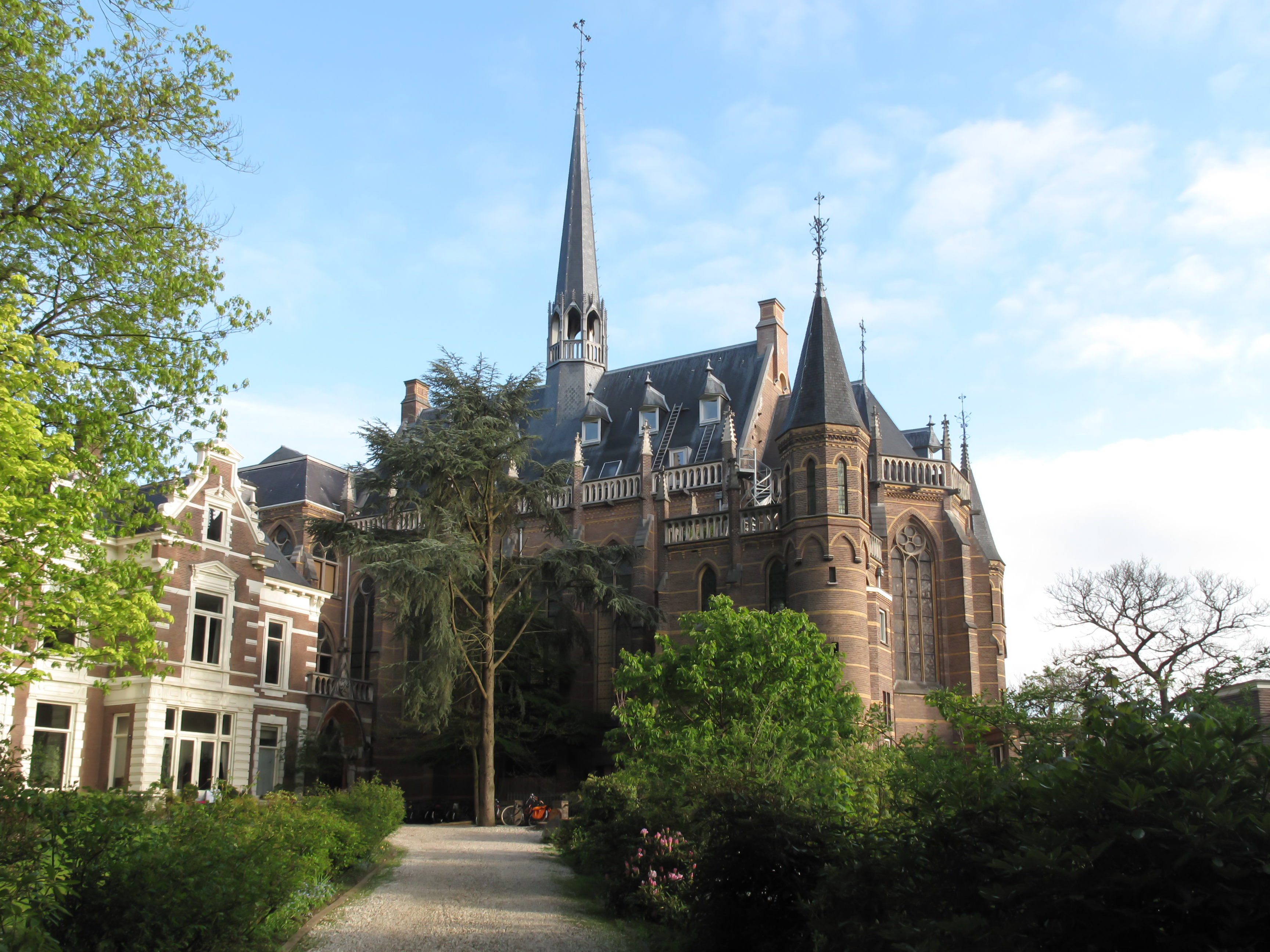
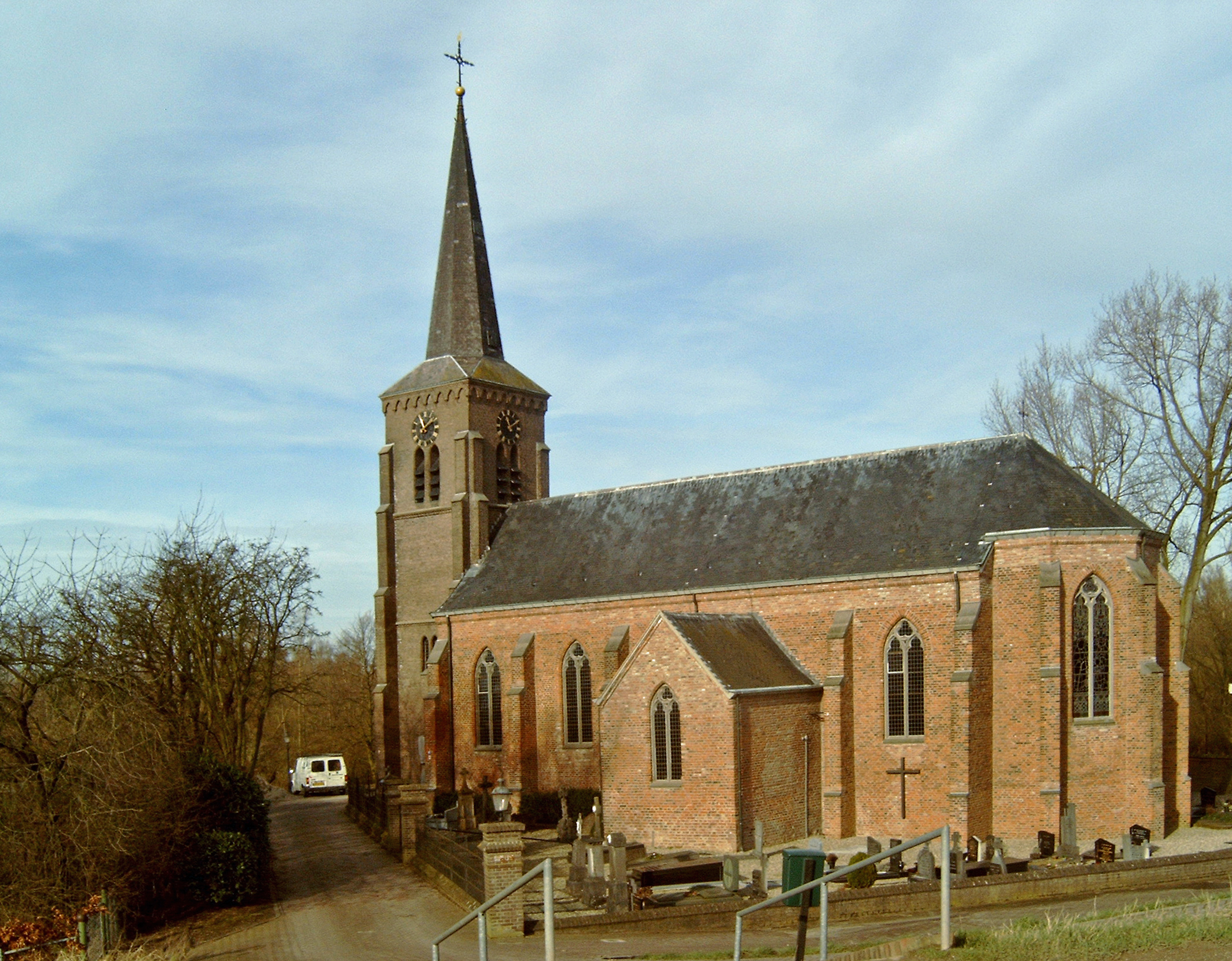
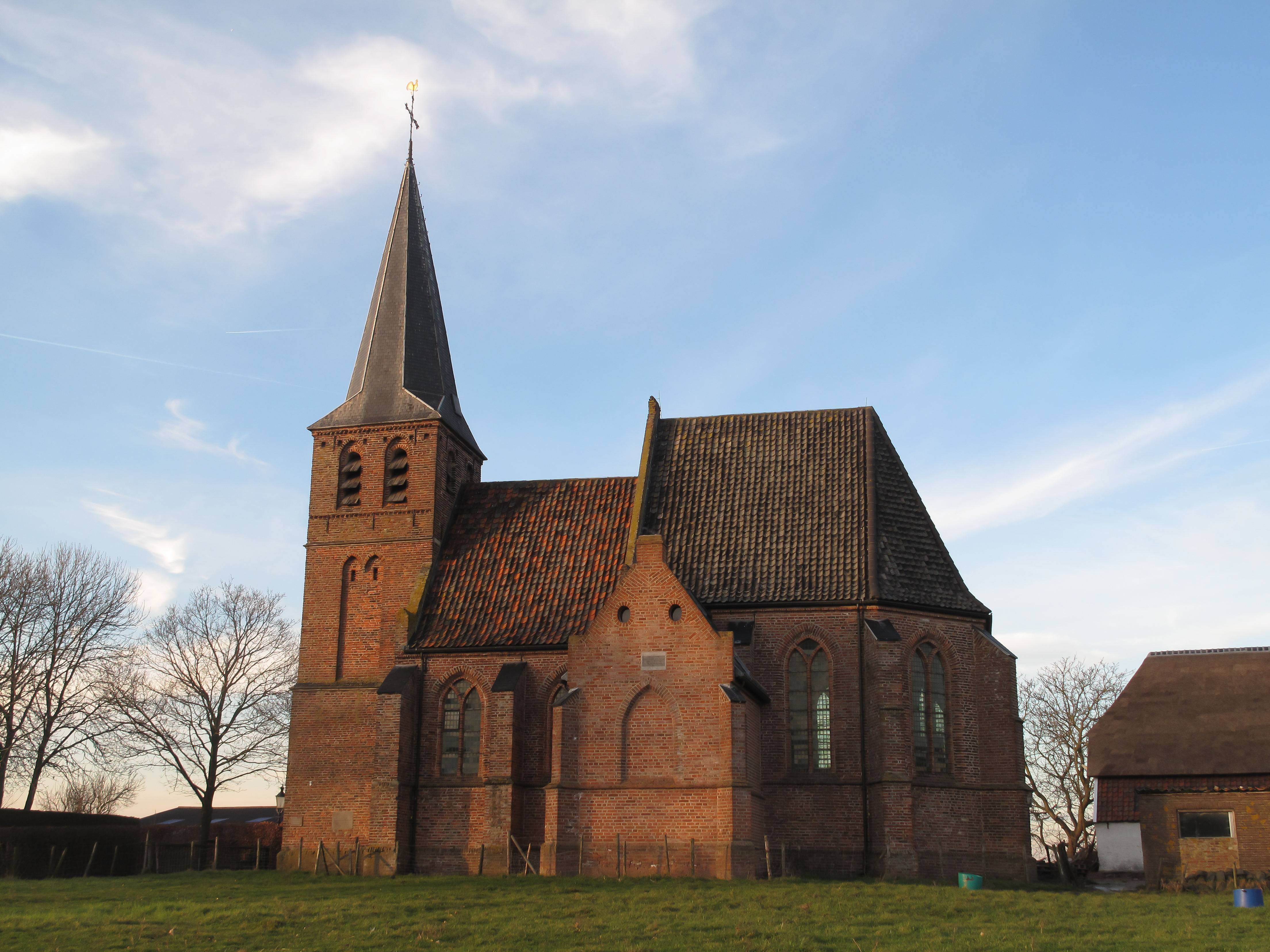
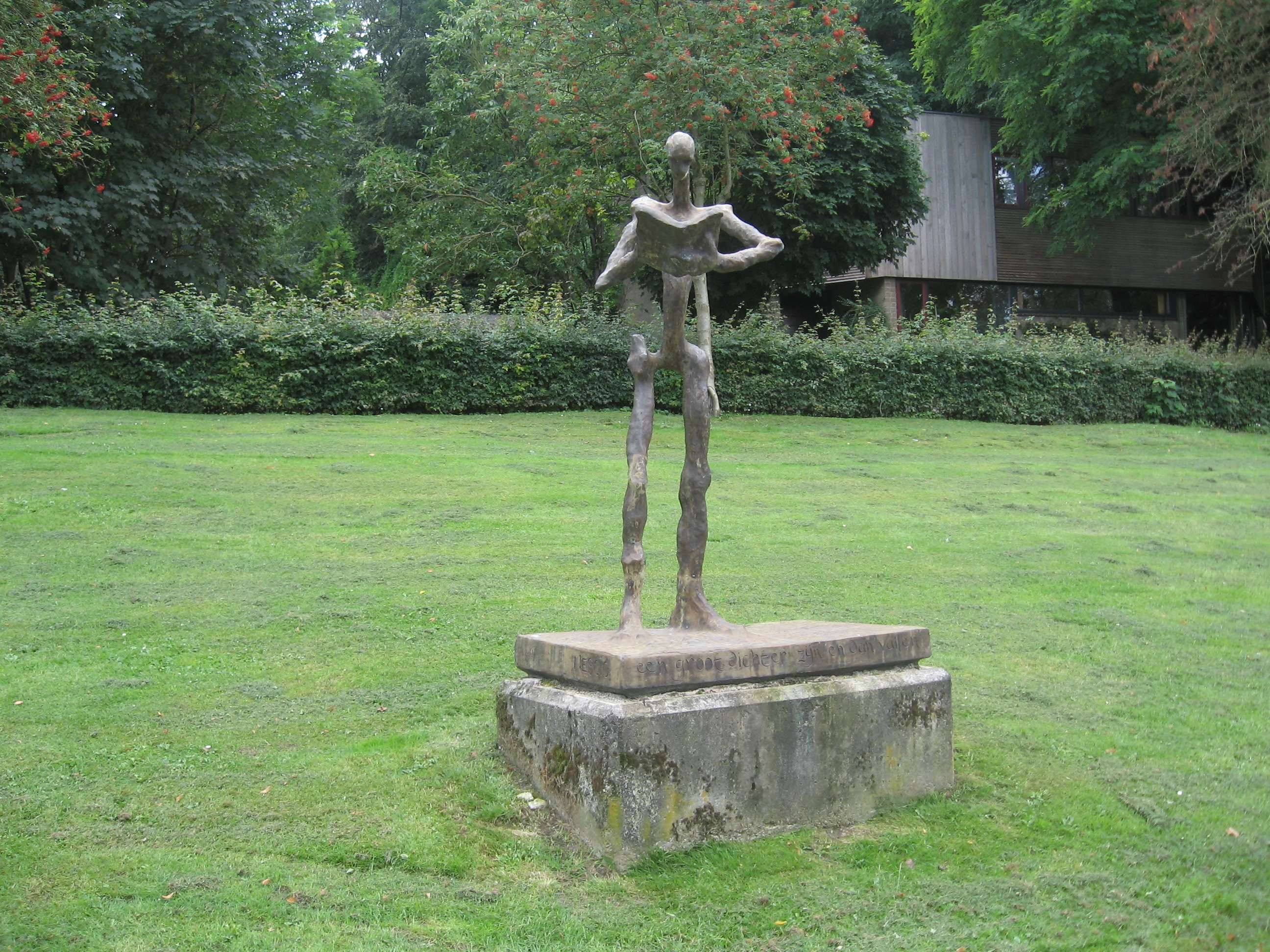